# Engelbach
Engelbach is een plaats in de Duitse gemeente Biedenkopf, deelstaat Hessen, en telt 360 inwoners.